# 中澤篤史
中澤 篤史（なかざわ あつし、1979年 - ）は、日本の社会学者、教育学者。 早稲田大学スポーツ科学学術院准教授。
専門は、スポーツ社会学・身体教育学・障害学。1979年大阪生まれ。東京大学教育学部卒業。東京大学大学院教育学研究科修了。博士（教育学、東京大学）。
一橋大学大学院社会学研究科講師・准教授、早稲田大学スポーツ科学学術院准教授を経て現職。スポーツ・身体・人間に関連する社会現象を、社会学を中心とした社会科学的アプローチから探究している。とくに、運動部活動のあり方や問題などを専門的に研究している。趣味はコーヒーと囲碁。

## 来歴
- 1998年3月 東大寺学園高等学校卒業
- 1998年4月 東京大学理科一類（ - 2000年3月）
- 2000年4月 東京大学教育学部総合教育科学科（ - 2002年3月）
- 2002年4月 東京大学大学院教育学研究科総合教育科学専攻修士課程（ - 2004年3月）
- 2004年4月 東京大学大学院教育学研究科総合教育科学専攻博士課程（ - 2009年3月）
- 2009年4月 一橋大学大学院社会学研究科 講師（ - 2015年3月）
- 2015年4月 一橋大学大学院社会学研究科 准教授（ - 2016年3月）
- 2016年4月 早稲田大学スポーツ科学部 准教授（ - 2022年3月）
- 2022年4月 早稲田大学スポーツ科学部 教授（ - 現在）

## 主著
- 『運動部活動の戦後と現在：なぜスポーツは学校教育に結び付けられるのか』（青弓社、2014年）。
- 『そろそろ、部活のこれからを話しませんか：未来のための部活講義』大月書店、2017年）。
- 『「ハッピーな部活」のつくり方』（内田良との共著、岩波ジュニア新書、2019年）。

## 受賞
- 2012年学会奨励賞：「なぜ教師は運動部活動へ積極的にかかわり続けるのか：指導上の困難に対する意味づけ方に関する社会学的研究」『体育学研究』2011年 56-2, pp.373-390 日本体育学会[7]
- 2022年学会賞：「中学校体育連盟の形成過程（1947-1967）：運動部活動における教育と競技の関係性を再考する」『体育学研究』2021年 66, pp.497-514 日本体育・スポーツ・健康学会[8][9]
- 2022年専門領域賞：「中学校体育連盟の形成過程（1947-1967）：運動部活動における教育と競技の関係性を再考する」『体育学研究』66, 日本体育・スポーツ・健康学会、体育社会学専門領域[10]